# Grevillea byrnesii
Grevillea byrnesii är en tvåhjärtbladig växtart som beskrevs av Mcgill.. Grevillea byrnesii ingår i släktet Grevillea och familjen Proteaceae. Inga underarter finns listade i Catalogue of Life.